# Arboretum de Puéchagut
 (octobre 2012).
Si vous disposez d'ouvrages ou d'articles de référence ou si vous connaissez des sites web de qualité traitant du thème abordé ici, merci de compléter l'article en donnant les références utiles à sa vérifiabilité et en les liant à la section « Notes et références ».

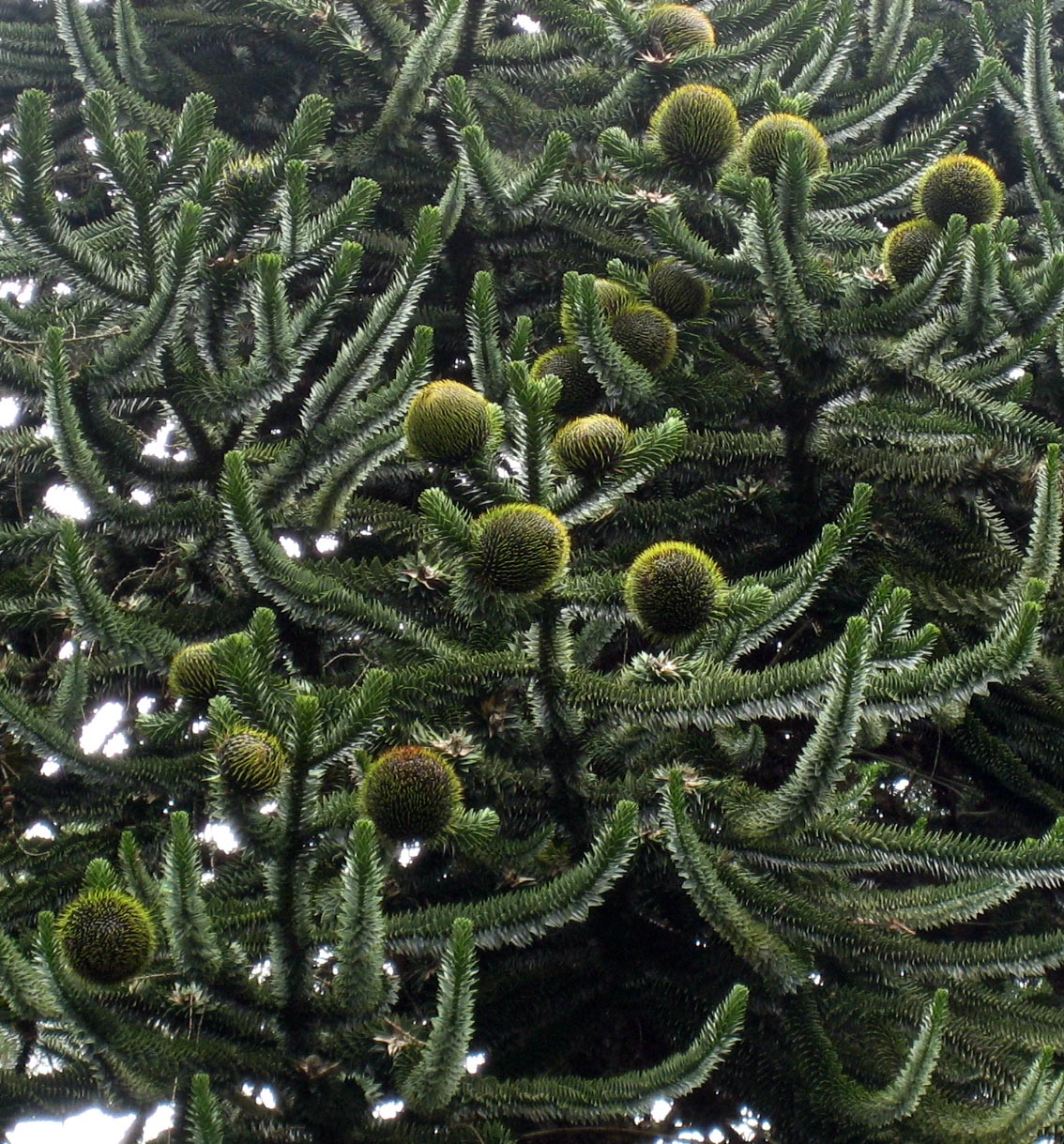
Araucaria araucana (Angleterre)

L’arboretum de Puéchagut est un arboretum du département du Gard situé sur le versant sud de la montagne du Lingas (massif de l'Aigoual), sur la commune de Bréau-et-Salagosse. 

## Historique
L'arboretum fut aménagé à partir des années 1870 par Georges Fabre et Charles Flahault. On y rencontre notamment des araucarias, de remarquables spécimens de sapins en tous genres, hêtres, épicéas, séquoias, etc.